# Star Wars: The Force Unleashed
Star Wars: The Force Unleashed (hrv: Zvjezdani ratovi: Oslobođena Sila) je akcijska avantura i dio je projekta Force Unleashed. U početku je razvijen za konzole PlayStation 2, PlayStation 3, Wii i Xbox 360 te na iOS-u, drugoj generaciji N-Gage, Nintendo DS, PlayStation Portable i mobilnim telefonima opremljenim Javaom.
Igra je objavljena u Sjevernoj Americi 16. rujna 2008., u Australiji i jugoistočnoj Aziji 17. rujna, i u Europi 19. rujna. LucasArts je objavio sadržaj za konzole PlayStation 3 i Xbox 360. Ultimate Sith Izdanje igre, koje sadrži nove i sve prethodno objavljene proširene sadržaje, objavljeno je u studenom 2009, koje je također izašlo na macOS-u i Microsoft Windowsu.
Projekt premošćuje prve dviju trilogija Zvjezdanih ratova, djelujući kao izvorna priča za ujedinjenu Pobunjenički Savez i Galaktički građanski rat prikazan u Originalnoj trilogiji. Igra uvodi novog protagonista, "Starkillera", kao tajnog učenika Darth Vadera, koji je zadužen za lov na Jedija dok ubija pobunjenike i imperijalce kako bi sakrio svoje postojanje od cara, ali ubrzo počinje se polako iskupljivati na svjetlu stranu Sile.
Recenzije su pružile prilično pozitivne odgovore, pohvalivši The Force Unleashed za njegovu uvjerljivu priču, robustnu fiziku, impresivnu umjetnost i soundtrack, dok su neki negativni komentari naveli frustrirajuću igrivost. Unatoč tome, igra je bila bestseler u Sjedinjenim Američkim Državama i Australiji, s preko milijun primjeraka prodanog debitantskog mjeseca. Od veljače 2010, igra je prodana u više od sedam milijuna primjeraka, i to je najbrže prodavana Star Wars videoigra. Nastavak, Star Wars: The Force Unleashed II, objavljen je u listopadu 2010. godine.

## Igranje
Force Unleashed je akcijska igra iz trećeg lica u kojoj su oružje igrača Sila i svjetlosna sablja. Proivođaći su tretirali svjetlosnu sablju glavnog lika poput druge snage Sile i željeli su osigurati da se sa svakim pritiskom na gumb osigura "nešto visceralno i cool". Igra ima kombo sustav za napinjanje napada svjetlosnim sabljama i za kombiniranje napada svjetlosne sablje sa Silama moćima. Iskustveni bodovi stečeni ubijanjem neprijatelja i pronalaženjem artefakata mogu se koristiti za povećanje Starkillerove moći i osobina. Igrivost je namijenjena lakom učenju; razvojni tim je uključivao "strašne" igrače kako bi osigurao dostupnost igre.
Igrači mogu ležerno trčati i pucati kroz igru, ali igra nagrađuje one koji se prikradaju, više taktički pristup. Igra uključuje neprijatelje koje je lako prevladati; poteškoće igre proizlazi iz predstavljanja tih neprijatelja u velikom broju koji mogu istrošiti igračev karakter. Osim toga, neprijatelji uče od napada igrača; upotreba istog napada na različite likove ponekad može dovesti do toga da igrač nanosi manje štete. Neprijatelji, koji imaju više od 50, imaju različite snage i slabosti; Razvojni tim suočio se s poteškoćama u njihovom učinkovitom postavljanju u različitim okruženjima igre.
Nintendo verzije igre isključivo dopuštaju igračima da koriste kontrole pokreta za kontrolu Starkillerovih napada i sudjelovati u multiplayer bitkama. Wii verzija koristi Wii Remote za izvršavanje napada svjetlosnom sabljom i Nunchuk da provodi Sile moći, te dopušta dvojici igrača da se bore međusobno kao i svi drugi Jediji i Sithi iz svemira Zvjezdanih Ratova u dvoboju za više igrača. Verzija Nintendo DS koristi zaslon osjetljiv na dodir za izvršavanje napada, gdje se pojedinačne radnje mogu izvršiti dodirom određene regije na zaslonu (svaka regija odgovara određenoj radnji, kao što je skakanje ili Silp guranje), dok se napredniji napadi mogu izvesti povlačenjem pisala preko susjednih područja zaslona. Njegov multiplayer mod omogućuje do četiri igrača koji imaju kopije igre kako bi se međusobno borili.

## Radnja
Postavljen između Osvete Sitha i Nove Nade, Darth Vadera je poslao car Palpatine da uništi Jedija po imenu Kento Marek koji je preživio Palpatinovu čistku Jedija i skriva se na Wookieeovom matičnom svijetu, Kashyyyku. Force Unleashed počinje s igračem koji kontrolira Darth Vadera dok pretražuje Kashyyyka za Mareka. Nakon što je pobijedio Mareka u borbi, Vader otkriva njegovo dijete, Galena Mareka, koji je jak u Sili i podiže ga da postane njegov učenik, bez znanja cara.
Kada učenik (poznat u igri kao "Starkiller", i kojeg igrač sada kontrolira) dosegne zrelost, Vader ga šalje da ubije preostale Jedije kao trening za njegov krajnji cilj: ubiti cara tako da Vader i Starkiller mogu vladati galaksijom zajedno, Starkiller putuje između misija na brodu Rogue Shadow, razvijajući blisku vezu sa svojom posadom, koja se sastoji od droida PROXY koji trenira svjetlosne sablje i carske pilotkinje Juno Eclipse. Starkiller je najprije poslan kako bi porazio starijeg Jedija Učitelja koji ima svoju sigurnosnu silu: Rahm Kota. U toj borbi Kota vidi razne vizije Starkillerove budućnosti prije nego što je zaslijepljen Starkillerovim svjetlosnom sabljom i padne ispod ekumenopolisa Nar Shaddae. Zatim je poslan da pobijedi ludog Jedi Učitelja na Raxusu Primeu koji ima animirane dijelove metala za stvaranje droida: Kazdan Paratus. Paratus i svi njegovi droidi su uništeni, uključujući Paratusovo lažno Jedijsko Vijeće. Konačno, Starkiller je poslan da ubije bivšu članicu Jedijskog Vijeća, Shaaka Ti na Feluciji. Ti je militarizirala lokalne Silo osjetljive Feluciance, kao i utjecala je i na lokalnu faunu da napadne Starkillera. Na kraju neuspješana, Shaak Ti prorekuje da će se Sith uvijek napasti jedni drugr prije nego što počini samoubojstvo skočivši u sarlacc jamu, postajući Silo duh.
Proročanstvo od Shak Ti se odmah ostvaruje. Car otkriva Starkillerovo postojanje i prisiljava Vadera da ubije učenika; Vader nabode Starkillera i baca ga u svemir, ali potajno šalje droide kako bi ga povratio i oživio. Vader šalje svog učenika da potiče pobunu među onima koji se odupiru Carstvu, ometajući cara da bi Vader mogao napraviti svoj potez. Unatoč tome što mu je Vader naredio da prekine sve veze s prošlošću, Starkiller spašava Juno, koja je uhićena i označena kao izdajica Carstva. Starkiller nastavlja provaljivati u razne carske objekte i regrutira nekoliko saveznika, uključujući Rahma Kote (koji je preživio svoj pad nakon bitke u brodogradilištu TIE Lovaca), princeze Leie Organe i njezina oca senatora Bail Organe. U tom procesu, Starkiller uči od Kote o Jedi načinu, koji ga na kraju dovodi da poštedi Jedi učenice Maris Brood, koja je podlegla korupciji od strane tamne strane Sile nakon smrti svoje Učiteljice Shaaka Ti na Feluci. Juno na kraju otkrije da Starkiller još uvijek radi za Vadera, ali nakon što ga je opljačkao, pristaje da ništa ne kaže. Kao veliki udar za okupljanje neprijatelja Carstva i dokazivanje da je Carstvo ranjivo, Starkiller uništava objekt Zvjezdanih Razarača na Raxusu Primeu. S Kotinim uputama, Starkiller povuće masivni Zvjezdani Razarač s neba sa Silom.
Senatori Bail Organa, Mon Mothma i Garm Bel Iblis sastaju se na Corelliji kako bi isplanirali pobunu protiv Carstva, ali su prekinuti kad stigne Darth Vader i uhiti ih i Kotu. Vader napada Starkillera i otkriva da mu nikada nije imao namjeru da svrgne cara; od samog početka bio je carevo oruđe za razotkrivanje svojih neprijatelja, a Vaderovi planovi da svrgne cara nije uključivao Starkillera. PROXY se žrtvuje kako bi odvratio Vadera i dopustio Starkilleru da pobjegne. Starkiller koristi Silu da utvrdi mjesto senatora i Kote: Zvijezdu Smrti. Po dolasku, Starkiller dijeli poljubac s Juno prije nego što joj kaže zbogom. Unutar svemirske stanice, Starkiller se biti s Darthom Vaderom i uspijeva poraziti svog bivšeg gospodara. Dok car podbada Starkillera da ubije Vadera, Kota krade carevu svjetlosnu sablju i pokušava ga napasti, ali je nesposobljen od careve Silo munje.
- Ako igrač odabere svjetlu stranu Sile, Starkiller se bori i pobjeđuje cara Palpatina, ali mu Kota sprječava da ubije Palpatina u mržnji. Car obnavlja svoj napad i Starkiller, dok ga upija, žrtvuje sebe otvarajući svoje tijelo Sili, dok Kota i senatori bježe na Rogue Shadow. Car i Vader gledaju preko Starkillerovog leša, zabrinuti da je postao mučenik koji nadahnjuje novoosnovani Pobunjenički Savez. Senator Organa i ostali pristaju na nastavak pobune i Leia odlučuje koristiti Starkillerov obiteljski grb kao simbol pobune. Vani, Juno razgovara s Kotom, koja joj kaže da je među Starkillerinim mračnim mislima i sama Juno bila jedna svijetla točka koju je držao do svoje smrti. Ovo je završetak prikazan u romanizaciji, a to je bio kanonski završetak sve dok Lucasfilm nije proširio svemir u "Zvjezdani ratovi Legende".

- Ako igrač odabere tamnu stranu Sile, Starkiller ubija Darth Vadera. Car zatim nudi da Starkiller uzme Vaderovo mjesto kao svog učenika ako se Starkiller dokaže ubivši Kotu. Umjesto toga, Starkiller napada Cara, koji bez muke ruši Starkillera s Rogue Shadowom, teže ga ozlijedivši i ubivši Kotu, Junu i senatore. Priča se završava Starkillerovim slomljenim tijelom koje je obavijeno oklopom kako bi mogao služiti kao carski ubojica, iako Palpatine Starkilleru jamči da će on, poput Vadera, biti odbačen kad pronađe novog učenika. Sadržaj ekspanzije Infinities nadovezuje se na ovaj kraj, iako je George Lucas u to vrijeme potvrdio da je ovaj kraj ne-kanon.

## Uloge i likovi
- Sam Witwer kao Galen Marek/Starkiller - Dijete dvoje Jedija, Starkiller postaje tajni učenik Darth Vadera i šalje ga njegov gospodar da ubije Jedije koji su preživjeli Palpatinovu čistotu Jedija. Razvojni tim je odlučio da ne daju Starkilleru ime u igri, ali novelizacija daje njegovo ime kao Galen Marek. Iako Starkiller počinje kao Vaderov učenik, fokus igre je omogućiti liku da se razvije u "nešto više herojsko, nešto veće". Audio redatelj David Collins vidio je sličnost između Starkiller koncepta i njegovog prijatelja Witwera; Collins je pitao za Witverovu sliku glave i bubanj za audiciju, a nekoliko tjedana kasnije Witwer je sjedio na 45-minutnoj audiciji. Witwer je osigurao ulogu tako što je pokazao razvojnom timu svoje duboko razumijevanje karaktera, prikazujući Starkillera, Witwer je donio mnoge nove ideje o liku i prožimao ga osjećajem čovječanstva. da bi igrači imali poteškoća s povezivanjem s njim. Ime lika Force Unleashed je hommage "Annikin Starkiller", izvornom imenu lika koji je na kraju postao Luke Skywalker.
- Matt Sloan kao Darth Vader - Starkillerov gospodar, koji otkriva Starkillera kao dijete i obučava ga. Osim što je Starkillera poslao da ubije preostale Jedije, Vader također predstavlja planove za ujedinjenje sa Starkillerom kako bi svrgnuo cara, iako postoje "preokreti" u ovoj shemi. Događaji prikazani u Force Unleashedu ključni su za Darth Vaderovu povijest i razvoj.
- Nathalie Cox kao Juno Eclipse - Pilotkinja Rogue Shadowa i Starkillerov ljubavni interes. Eclipse nije bila izvorno dio igre; rani koncepti imali su učenika kao starijeg karaktera koji razvija vezu s mladom princezom Leiom. Stvoritelj Zvjezdanih Ratova George Lucas, neugodan s ovom idejom, potaknuo je programere da stvore ljubavni interes. Učenik, koji je imao ograničenu interakciju sa ženama kad započne igru, u početku ne zna kako se ponašati oko sebe. Njezin uvod u igru dopušta razvoj odnosa sa Starkillerom, a njezino uključivanje pomaže "povratiti taj bogati cijeli doživljaj izvornih Zvjezdanih Ratova". Prema Seanu Williamsu, koji je napisao romanizaciju, romantična priča je ključ za Force Unleashed. Ime "Juno Eclipse" prvobitno je bilo predloženo kao ime za lik koji se s vremenom zvao "Asajj Ventress" - jer je Ventress odbijena kao nedovoljno zlobana. Voditelj projekta Force Unleashed Haden Blackman vratio je naziv za mitsku kvalitetu imena "Juno" i dvojnost koju je predložila "pomrčina". Cox je, osim što jako podsjeća na likovnu konceptualnu umjetnost, imala je "integritet i ravnotežu" prikladan za Juno Eclipse koji je pomogao glumici da osigura ulogu.
- Cully Fredricksen kao general Rahm Kota - Jedi Učitelj koji Starkilleru daje dodatni uvid u Silu. Razvojni tim je rano shvatio da će Starkiller tražiti uvid u Silu od nekog drugog, a ne od Darth Vadera; nakon što su odbacili ideju o tome iz duha Qui-Gon Jinna ili neke verzije Darth Plagueisa, odlučili su ispuniti ovu ulogu s jednim od Starkillerovih Jedi protivnika. Karakter je zamišljen kao "tvrd-kao-nokti" suprotnost Jinnu i Obi-Wan Kenobiju. Viša konceptna umjetnica Amy Beth Christianson privukla je samurajske utjecaje na Kotinu pojavu. Lik se malo promijenio nakon što je bio začet; Fredricksenove osobine učinile su lik jačim. Fredricksen je bio prvi glumac u projektu.
- Adrienne Wilkinson kao Maris Brood - Zabrakinja koja je preživjela Jedi Čistku i Shaak Tijeva učenica. Karakter je prvobitno zamišljen da postane gusarski kapetan, a rana umjetnost Christiansona uključivala je Broodove svjelosne tonfe. Wilkinsonova je donijela snagu svojoj izvedbi, što je dovelo do širenja uloge s više dijaloga.
- David W. Collins kao PROXY - Starkillerov droidov pomoćnik koji uz pomoć svoje napredne hologramske tehnologije može postati bilo tko. Collins je rekao da PROXY ima nevinost u C-3PO-u, ali i da je "stvarno opasan". Priručnik opisuje sukob između osnovnog programa PROXY-a da ubije Starkillera i njegove samonametnute želje da mu pomogne: PROXY željan da pomogne Starkilleru, ali ne zna koliko to može biti opasno ili postoji sukob između njegovog programiranja i Starkillerovih želja. Pokušavajući izbjeći PROXY-jev dijalog postaje previše podsjeća na C-3PO ili zlokobnog HK-47 iz Vitezova Stare Republike, programeri su se usredotočili na prijateljsku naivnost PROXY-a.
- Jimmy Smits kao Bail Organa - Emmy nagrađivani Smits glasovi lik je igrao u prequelima Zvjezdanih Ratova: Galaktički senator iz Alderaana i Leain Organin posvojiteljski otac.
- Larry Drake kao Kazdan Paratus
- Susan Eisenberg kao Shaak Ti - Jedi učiteljica, član Jedijskog Vijeća, koja je preživjela naredbu 66 i spasila Maris Brood
- Catherine Taber kao princeza Leia Organa.

Osim što je dao glas Starkilleru, Witwer je posudio i glas caru Palpatinu. R2-D2 također se pojavljuje u igri zajedno s Leiom.

## Razvoj

### Koncept
Planiranje igre započelo je u ljeto 2004. U početku, oko šest razvojnih inženjera počelo je s "čistom tablicom" kako bi konceptualiziralo novu igru Zvjezdanih Ratova; mala skupina inženjera, umjetnika i dizajnera provela je više od godinu dana u razmišljanju o idejama za dobru igru. Preko 100 početnih koncepata bilo je smanjeno na 20 do 25, što je uključivalo stvaranje treće uloge u seriji Vitezovi Stare Republike ili da je protagonist Wookiejev "superheroj", Darth Maul, lovac na nagrade, krijumčar, plaćenik ili posljednji član obitelji Skywalker. Odluka da se usredotočimo na neistraženo razdoblje između Osvete Sitha i Nove Nade pomogli su energizirati dizajnerski tim. Povratna informacija potrošača pomogla je razvojnim programerima da se sužavaju sa sedam koncepata, a elementi iz tih sedam su ušli u cjelokupni koncept The Unleasheda.
Produkciji je uvelike pridonijela konceptualna umjetnost, koja je imala za cilj vizualno premošćivanje dviju trilogija Zvjezdanih Ratova, prenošenje dojma "živjelog" svemira, pokazivanje kako se galaksija mijenja pod imperijalnom vladavinom i čini se poznatom, još novom. Komentar van ruke o tome da je Sila u igri dovoljno snažan da "povuče Zvjezdani Razarač s neba" inspirirao je sliku visoke umjetnice koncepta Amy Beth Christenson, koji je postao važan dio ideja dizajnera i razvio se u glavni trenutak u igri. Ove ilustracije su također potaknule stvaranje desetaka jednostavnih, trodimenzionalnih animacija. Na kraju, jednominutni videozapis o privizualizaciji koji naglašava ideju "udaranja nečije stražnjice sa Silom" pomogao je dizajnerima da uvjeravaju da će Force Unleashed biti "sjajna igra"; George Lucas, nakon što je vidio jedan minutni videozapis, rekao je dizajnerima da "idu na tu igru". Nakon što se koncept učvrstio, razvojni se tim povećao s deset na dvadeset ljudi. Ideja da se "Sila" promijeni u "Force Unleashed" usklađena je s LucasArtsovim općim ciljem da iskoristi snagu najnovijih konzola za videoigre "dramatično" mijenjaju igre, posebno pomoću igranja temeljenog na simulaciji.

### Priča
U travnju 2005., nakon višemjesečnog planiranja, LucasArtsova ekipa primila je Lucasov poticaj da stvori igru usredotočenu na Darth Vaderovo tajno učenje u razdoblju koje je bilo neistraženo između Osvete Sitha i Nove Nade, spajajući dvije trilogije. LucasArts je šest mjeseci razvio priču. Lucas je satima razgovarao s developerima o odnosu Darta Vadera i cara Palpatina i pružio povratnu informaciju o tome što bi Vader želio izvući i kako će motivirati učenika. Lucas Licensing pregledao je mnoge pojedinosti o igri kako bi se uvjerio da se uklapaju u kanon. Fokus grupa je ukazala na to da bi, dok bi lovio Jedije po Vaderovom nalogu, bilo zabavno, lik bi trebao biti iskupljen, u skladu s glavnim motivom Zvjezdanim Ratovima. Iako igra uvodi nove likove, developeri su osjetili da će prisutnost likova koji su već dio Zvjezdanim Ratovima pomoći u igri u okviru službenog kontinuiteta. Prije objavljivanja igre, Lucasfilm je tvrdio da će "otkriti nova otkrića o galaksiji Zvjezdanim Ratovima" s motivom "iskupljenja". Priča napreduje kroz kombinaciju scenarijskih događaja, kinematike u igri, međuscena i dijaloga.

### Tehnologija
Tijekom predprodukcije u projektnom timu bilo je oko 30 ljudi. LucasArts je proveo nekoliko godina razvijajući alate i tehnologiju za stvaranje Force Unleasheda. Izrada prototipa, izgradnja razine, marketing i odnosi s javnošću trajali su oko godinu dana. Do kraja 2006. produkcijski tim je utvrdio "koliko poligona, svjetla, [i] likova" podržavaju platforme sljedeće generacije; Početkom 2007. godine započela je puna produkcija. Niz brzo produciranih videozapisa "play blast" pomogao je programerima da se usredotoče na mehaniku, korisničko sučelje i završne poteze. Razvoj Xbox 360 verzije došao prvi; Razvoj PlayStationa 3 započeo je kada je proizvodni tim imao dovoljno razvojnih kompleta. Stvaranje igre na PlayStation 3 i Xbox 360 bilo je "monumentalni zadatak".
Igra je bazirana na LucasArtsovom "Roninovom" igraćem pogonu, ali također integrira tehnologiju treće strane: Havok za fiziku krutog tijela, Pixelux Entertainment "Digital Molecular Matter" (DMM) za dinamički uništive objekte i NaturalMotionova Euphoria za realistične ne igračevu lika umjetnu inteligenciju. Programeri tvrtke LucasArts morali su prevladati tehničke prepreke kako bi dobili interakciju između komponenti kodiranih u Havok, DMM i Euphoriaju. Programeri su također morali uspostaviti ravnotežu između realistične i zabavne fizike. LucasArts se u početku odlučio ne objavljivati verziju Force Unleasheda na računalu, tvrdeći kako bi dobro igra bila previše procesorska za tipična računala i da bi smanjivanje procesne fizike igre za PC platformu "fundamentalno" promijenilo Force Unleashed igranja. Međutim, LucasArts je kasnije najavio Microsoft Windows i Mac verzije igre, razvijene u suradnji s Aspyr Media, za objavljivanje u jesen 2009.
U nedostatku Havoka, Euforije i DMMa, Kromeova Wii verzija oslanja se na vlastiti fizički pogon tvrtke. Neke animacije likova mogu biti [[Fizika lutke
lutke]] dok su druge unaprijed postavljene; u razvoju igre, Krome je pokušao zamagliti razliku između njih. Sustav rasvjete u verziji Wii napredniji je od sustava u PS2 verziji, koju je Krome također izradio; PS2 sadrži više grafičkih detalja od njihove PSP verzije.

### ILM suradnja i izvedba uloge
Force Unleashed je namijenjena da bi igrači mislili da su "zapravo, konačno, filmu Zvjetdanih Ratova". To je prva igra na kojoj su LucasArts i Industrial Light & Magic (ILM) surađivali jer su se oba premjestila u Letterman Digital Arts Center (Letterman Digitalni Centar Umjetnosti) u San Franciscu, u Kaliforniji. Ta je suradnja omogućila tvrtkama da zajedno razviju alate za postizanje efekata filmske kvalitete. LucasArts je surađivao s ILM-ovim Zeno alatnim okvirom i pomogao ILM-u da izgradi svoj Zed editor. Lucas je kazao kako su dvije tvrtke koje rade zajedno u istoj zgradi "velika suradnja".
Viši menadžer glasa i zvuka Darragh O'Farrell trebao je četiri mjeseca da glumi The Force Unleashed. ILM-ova tehnologija snimanja lica i pokreta "CloneCam" snimila je glas i fizičke performanse glumaca. To je dovelo do promjene u procesu LucasArtsa: prvi put su akteri morali uskladiti dob i spol znakova. Glumci su svoje redove izvodili zajedno, a ne izolirano, kako bi bolje razumjeli međusobne odnose svojih likova. Sukladno tome, dijalog scenarija je smanjen, dok je oslanjanje na izraze likova - zarobljeno kroz CloneCam - povećano. CloneCam tehnologija je prethodno korištena u proizvodnji filmova Pirati s Kariba.

### Muzika
LucasArts glazbeni supervizor Jesse Harlin izjavio je kako glazba odgovara motivu igre iskupljenja i cilju premošćivanja jaza između Osvete Sitha i Nove Nade:
Morali smo se pobrinuti da se rezultat igre počne ukorijeniti u Prequel trilogiji osjećaj etničkih udaraljki i brišući teme koje su govorile o plemenitosti i veličini starog Jedija Reda. Kako igra napreduje, međutim, carstvo dobiva više kontrole, lovili su se Jediji, a uređena kontrola Prequela ustupa mjesto romantičnijem temperamentu Originalna trilogija,
Soundtrack igre uključuje materijal koji je napisao John Williams za filmove uz materijal kreiran posebno za Force Unleashed. Jesse Harlin sastavio je glavnu temu igre, dok je Mark Griskey dodao rezultat. Griskey je koristio nekoliko motiva iz filmskih skladbi, kao i Harlinovu glavnu temu. 90-minutni soundtrack snimio je Simfonijski orkestar Skywalker i pomiješan u Skywalker Soundu u Lucasovoj dolini u rujnu i listopadu 2007. godine. Tijekom igranja, vlasnički motor kombinira "glazbene elemente u skladu s tempom, radnjom i okruženjem igre u bilo kojem trenutku", što rezultira jedinstvenim glazbenim iskustvom. Promotivni album zvučnog zapisa dostupan je online putem Tracksounds.com 2008. godine.

### Proširenja
Dva tjedna nakon objavljivanja igre, LucasArts je najavio razvoj na dva  
paketa za proširenje za PlayStation 3 i Xbox 360 verzije igre. Prvo proširenje dodalo je "skins" koji omogućuju liku igrača da se pojavi kao likovi iz Zvjezdanih Ratova, osim Starkillera, kao što su: Obi-Wan Kenobi, Anakin Skywalker, Qui-Gon Jinn, Jango Fett, C-3PO, Luke Skywalker, Darth Maul, Darth Sion, Mace Windu, Plo Koon, Kit Fisto i Ki-Adi-Mundi. Skinovi (kože) odabrani da budu dio proširenja dijelom su se temeljile na povratnim informacijama fanova. Drugi paket proširenja dodao je novu misiju koja se proširuje na Starkillerovo podrijetlo. Iako se trenutak u glavnoj priči igre smatrao "točkom skakanja" za proširenje, LucasArts je odlučio da novu misiju učini odmah dostupnom igračima. Položaj misije - Jedi hram na Coruscantu - pojavljuje se u Wii, PlayStation 2 i PlayStation Portable verzijama Force Unleashed, ali je izrezan tijekom planiranja s PS3 i Xbox 360 platformama.
Tatooine Downloadable Content, objavljen 27. kolovoza 2009., prvi je od dva proširenja koja se događaju u priči "Infinities", alternativnoj povijesti u kojoj Starkiller ubija Vadera i postaje Palpatinov ubojica. Druga ekspanzija beskonačnosti, koja se odvija na Hothu, izvorno je bila dostupna samo kao dio Ultimate Sith Edition, koja također uključuje sve prethodne sadržaje za preuzimanje. Međutim, Hothova ekspanzija kasnije je dostupna za preuzimanje na PlayStation Network i Xbox Live.

## Ocjena
1,738 milijuna prodanih jedinica Force Unleashed na svim platformama učinilo je to trećom najprodavanijom igrom na globalnoj razini u trećem tromjesečju 2008., od srpnja 2009. prodano je šest milijuna primjeraka. Force Unleashed bila je i najbrže prodavana igra Zvjezdanih Ratova i LucasArtsova najbrže prodavana igra. Force Unleashed osvojila je nagradu Writers Guild of America za Najboljeg pisca videoigara.

### PlayStation 3, Xbox 360 i PC
Force Unleashed dobio je mješovite rezultate za prilično pozitivne kritike. Electronic Gaming Monthly rekao je da je igra "ambiciozna - ali nezadovoljna"; međutim, GameSpot je rekao da igra "dobiva više nego što je u redu". GameSpot je rekao da je PC port u igri zadržao sve prednosti i slabosti igre, ali da nije uspio iskoristiti prednosti PC platforme.
GameSpot je priču o igri nazvao "intimnijom i moćnijom" od prequel trilogije franšize Zvjezdanih Ratova; X-Play indentificirao igru priču kao jedan od igre je "nekoliko svijetlih točaka" i rekao je igra je vizuala uspješno prenijela "klasični svemirski" ugođaj Zvjezdanih Ratova. GamePro i GameSpot pohvalili su umjetnost i fiziku igre, a GamePro je također pohvalio Starkillerove "cool ovlasti". IGN je pohvalio akciju igre, posebno Witwerovu izvedbu kao Starkillera. The Washington Times identificirao je soundtrack Marka Griskeya kao "još jednu zvijezdu" u igri, a Tracksounds je to nazvao "najzabavnijim rezultatom Zvjezdanih Ratova od Povratka Jedija. Time nazvano Force Unleashed je sedma najbolja videoigra 2008. Igra je dobila nagradu GameSpot za 2008. za najbolju upotrebu kreativne licence i nominirana je za najbolju glumu. Gaming Target odabrao je igru kao jednu od svojih 40 igara koje ćemo još uvijek igrati od 2008. godine.
Isto tako, Entertainment Weekly zove The Force Unleashed drugu najgoru utakmicu 2008. i
GameTrailers ga je nazvao najrazornijom igrom te godine; također je bio nominiran za prepoznavanje GameSpot igre. Službeni Xbox magazin naveo je linearni gameplay igre i nedostatak multiplayer-a kao razloge zbog kojih igra nije dovoljno "doživljaj Zvjetdanih Ratova". gamesTM je predložio da dopuštanje igračima da pristupe hack-and-slash pristupu znači da mnogi "nikada neće vidjeti puni potencijal naslova". IGN i X-Play kritizirali su neke bitke šefa i ponašanje neprijatelja; GamePro je također krivio "razočaravajuće" bitke šefa i borbu "neujednačene" igre. Umjesto da se osjeća snažnije kako igra napreduje, GamePro je osjećao da su povećanja Starkillerovih moći bila ublažena sve težim neprijateljskim sposobnostima i pozicijama; X-Play je komentirao da Starkiller i njegovi neprijatelji, unatoč dobrom sustavu povećanja razine, većinu vremena "uglavnom rade na ravnomjernom terenu". Wired.com, X-Play i GameSpot kritizirali su kameru treće osobe u igri i slijed koji zahtijeva od igrača da Starkiller povuče Zvjezdani Razarač s neba. Wired.com je nagađao da je LucasArts mogao prepoznati frustraciju u slijedu Zvjezdanog Razarača i ukloniti je, ali je ostavio u, jer su proširili sekvencu prije objavljivanja igre. Wired.com i GameSpot dodatno su kritizirali vrijeme učitavanja i naglo igrajuće filmske prijelaze. GameSpot je također krivio "labavo" ciljanje i neke vizualne i zvučne propuste. IGN, koji je također identificirao probleme s ciljanjem, nagađao je da je intenzitet DMM procesora ograničen u njegovoj uporabi tijekom igre, a sposobnost da se igrači osjećaju uronjeni. GameTrailers i IGN razočarani su nedostatkom raznolikosti unutar i između razina. X-Play, koji ukazuje na "Default Text" kao opis cilja bonusa u zadnjoj misiji Xbox 360 verzije i drugim propustima, rekao je da programeri jednog dana "jednostavno prestaju raditi na igri". GameSpot je naveo nedostatak vizualnih mogućnosti opcija i loše framerate kao dokaz da je PC izdanje požureno.
IGN je opisao proširenje Jedi Akademije kao "prilično pristojnu". GameSpot je rekao da je LucasArts potvrdio neke od kritika igre u razvoju Tatooine ekspanzije, ali IGN je nazvao šefa razine u borbi s "šalom" u svjetlu igračevih visokih snaga. IGN je otkrio da je dizajn u Ultimate Sith Edition u Hoth scenariju nezanimljiv i nazvao je borbu šefa protiv Lukea Skywalkera tvrdim, ali "ne toliko zabavnim" koliko je mogao biti.
Demo je bio četvrta najzastupljenija igra Xbox Live tijekom tjedna 25. kolovoza, prateći Grand Theft Auto IV, Halo 3 i Call of Duty 4: Modern Warfare; to je bio deveti najzastupljeniji Xbox Live naslov tijekom cijele 2008. godine. Tjedan kada je izašao, Force Unleashed bio je šesta najizvođenija igra na Xbox Liveu, a sljedeći tjedan porasla je na petu. U svom prvom tjednu na prodaju u Australiji, PS3 i Xbox 360 verzije Force Unleashed bili su top i drugoplasirani prodavači, uzajamno. U Sjedinjenim Američkim Državama, PlayStation 3 i Xbox 360 verzija prodana 325.000 i 610.000 primjeraka, odnosno, u rujnu 2008; tog mjeseca, Xbox 360 verzija je bila najprodavanija igra, a verzija za PlayStation 3 bila je peta najprodavanija igra za njihove konzole.

### Ostale platforme
Nintendo Power pohvalio je priču i brojne kombinacije svjetlosnih sablja, ali je kritizirao lakoću igre i hack-and-slash ugranje. Također je pohvalio Wii verziju za priču i moći Sile, ali je kritizirao igru kontrole svjetlosnih sablji i linearnu igru. GameSpot je primijetio vizualne smetnje i problematičnu kompresiju zvuka koja je umanjila "zrelu i uzbudljivu" priču za Wii verziju, dodajući da smanjeni broj objekata koji se mogu manipulirati Silom pomažu u ublažavanju problema ciljanja koji su se pojavili na drugim platformama. Pozivajući se na Wii daljinske i nunchuck kontrole, GameSpot je također nagađao da je Force Unleashed "vjerojatno najteža" Wii igra. Zero Punctuation kritizirao je grafiku Wii verzije i usporedio borbu svjetlosne sablje s "pokušajem slijediti rutinu aerobika s obje ruke vezane za različite vjetrenjače". Sposobnost nadogradnje Starkillerovih sposobnosti u verziji PS2, prema IGN-u, nije toliko "robusna" koliko bi trebala biti, a sustav ciljanja igre ponekad je frustrirajući. IGN je kazao da je PS2 u stvarnom vremenu učinio da se Starkiller čini bez emocija, te da bi prerendirane scene bile bolje. GameSpot je pronašao zanimljivu verziju DS-a, ali je pripovijedanje bilo "bez sjaja". Iako je verzija DS jednostavna, a Starkiller ubija neprijatelje "poput vrućeg noža kroz maslac", GameSpot je rekao da igračev osjećaj moći ne podudara s osjećajem slobode. GameSpot je kameru PSP-ove verzije nazvao "nezgrapnom", ali je dodao da mali i manje zagušeni okoliš čine sustav ciljanja manje frustrirajućim nego na drugim platformama. Verzija za Wii bila je nominirana za više nagrada specifičnih za Wii od IGN-a u nagradama za videoigre 2008., uključujući Najbolju priču i Najbolje djelo glasa.
U tjednu objavljivanja, Wii verzija bila je šesta najprodavanija igra u Australiji i bila je druga do Wii Fit među igrama za tu platformu. PS2 verzija bila je osmi bestseler u Australiji, a PS2 i PSP verzije bile su najprodavaniji na svojim platformama. Verzija DS-a bila je na osmom mjestu među DS igrama u Australiji. U Sjedinjenim Američkim Državama, Wii verzija prodala 223.000 primjeraka u rujnu 2008, što ga čini devetom najprodavanijih igra taj mjesec. U Sjedinjenim Američkim Državama, verzija za PlayStation 2 bila je četrnaesta najprodavanija igra u rujnu 2008., s prodajom preko 100.000 primjeraka.

## Vanjske poveznice
- Službena stranica